# Лейбористская партия Грузии
Лейбористская партия Грузии (груз. საქართველოს ლეიბორისტული პარტია, Sakartvelos Leoboristuli Partia, SLP) — оппозиционная политическая партия Грузии, возглавляемая её основателем Шалвой Нателашвили.
Партия придерживается социалистической ориентации, добивается бесплатного образования и здравоохранения.
На выборах 2003 года партия получила 12 % голосов; на выборах 2004 года партия получила 5,8 % голосов. На выборах 2008 года она получила 7,4 % голосов и 6 из 150 мест в парламенте.
В 2008 году партия добилась в ЕСПЧ признания того, что право на свободные выборы было нарушено введением новых правил регистрации избирателей перед выборами 2004 года.